# Désir (Kaprálová)
Pour les articles homonymes, voir Désir (homonymie).
Désir (en tchèque : Touha) est une petite pièce pour piano de la compositrice tchèque Vítězslava Kaprálová composée en 1925.

## Contexte
Vítězslava Kaprálová compose Désir le 22 mai 1925, alors qu'elle n'a que dix ans.

## Analyse
La pièce comporte vingt mesures dans la tonalité d'ut majeur, mais elle ne comprend aucune intention narrative contrairement aux précédentes piécettes qu'elle a écrites. De forme A-B-A, elle dénote cependant d'un optimisme impatient et exalté.